# Antonio Rossi (calciatore)
Antonio Rossi (Vaiano, 10 giugno 1933) è un ex calciatore italiano, di ruolo difensore.

## Carriera
Dopo aver militato fino al 1952 nella Fiorentina, nel 1955 passa al Prato con cui vince il campionato di Serie C 1956-1957.
Debutta in Serie B nel 1957-1958, e con i toscani gioca complessivamente per otto stagioni, di cui quattro in Serie B, con un'altalena di tre promozioni e due retrocessioni; disputa complessivamente tra i cadetti 129 gare segnando 4 gol.

## Palmarès

### Club

#### Competizioni nazionali
- Serie C: 3

Prato: 1956-1957, 1959-1960, 1962-1963